# Salustiano Olózaga

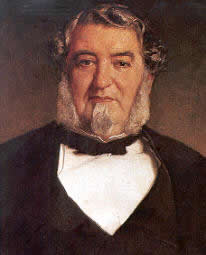
Salustiano Olózaga.

Salustiano de Olózaga y Armandoz (Oyón, 8 juni 1805 – Enghien-les-Bains, 23 september 1873) was een Spaans politicus, eerste minister en schrijver.

## Levensloop

### Studies en regering vanFerdinand VII
Hij studeerde filosofie aan de universiteit van Zaragoza en aan de Complutense Universiteit van Madrid, waar hij later ook rechtswetenschappen studeerde. Tijdens de liberale periode die volgde na de revolutie van januari 1820 trad hij als vrijwilliger toe tot de nationale militaire dienst en werd hij een overtuigd liberaal.
Toen de absolutistische koning Ferdinand VII in 1831 een nieuwe liberale revolte onderdrukte, ging Olózaga in ballingschap naar Saint-Jean-de-Luz in Frankrijk.

### Heerschappij vanIsabella IIen premierschap
Na de dood van Ferdinand VII en het begin van de regering van Isabella II keerde Olózaga terug naar Spanje en was tijdens het premierschap van Juan Álvarez Mendizábal in 1835 veiligheidsgouverneur van Madrid. Op 26 februari 1836 werd hij tevens verkozen tot afgevaardigde in het Congreso de los Diputados en bleef dit tot aan zijn overlijden in 1873.
Na de opstand van La Granja de San Ildefonso van 1836 was Olózaga als secretaris van de grondwetscommissie actief bij het opstellen van de grondwet van 1837, een samenvoeging van de liberale grondwet van 1812 met het koninklijk statuut van 1834. Dit betekende de oplossing van de problemen en conflicten hierrond. Rond deze tijd werd hij door regentes Maria Christina van Sicilië gevraagd om de voogd te worden van de toen nog minderjarige Isabella II. In 1840 was hij even burgemeester van Madrid.
Wegens zijn kritiek op de regentes wegens de door haar gevorderdere wet over de stadsregeringen en haar steun aan de progressieve politiek van Baldomero Espartero, nam Olózaga in oktober 1840 actief deel aan het eisen van het aftreden van de regentes. Op 18 mei 1841 werd Espartero de nieuwe regent en werd Olózaga ambassadeur in Parijs. In november 1842 keerde hij naar Spanje terug en in januari 1843 werd hij parlementsvoorzitter. Na de afzetting van generaal Espartero in juli 1843 was hij als parlementsvoorzitter betrokken bij de volwassenverklaring van Isabella II door de Cortes op 8 november 1843.
Op 20 november 1843 werd hij door de koningin benoemd tot eerste minister en werd tegelijkertijd minister van Buitenlandse Zaken. Op 29 november 1843 kreeg hij van Luis González Bravo het verwijt dat hij de volwassenverklaring van de jonge koningin enkel bereikt had door bedreiging van geweld en via intimidatie. Wegens deze verwijten moest hij op 5 december 1843 het premierschap neerleggen ten koste van González Bravo. Hij vertrok in ballingschap naar Parijs en keerde pas in 1847 naar Spanje terug. Van juni tot september 1856 was hij opnieuw ambassadeur in Parijs.

### Revolutie van 1868, heerschappij van koningAmadeusen laatste levensjaren
In september en oktober 1868 behoorde hij tot de deelnemers en de ondersteuners van de door generaal Juan Prim aangevoerde en succesrijke revolutie waarbij Isabella II werd afgezet. Het jaar nadien behoorde hij tot de auteurs van een nieuwe grondwet waarbij een constitutionele monarchie werd ingesteld met de Italiaanse prins Amadeus als koning.
Tijdens diens korte regeringsperiode (1870-1873) was Olózaga van 4 april tot en met 2 oktober 1871 opnieuw parlementsvoorzitter. Vervolgens was hij tot aan zijn dood opnieuw ambassadeur in Parijs.

### Schrijver
Als schrijver werd Olózaga op 11 april 1851 benoemd tot lid van de Real Academia de la Historia en in 1871 volgde zijn benoeming tot lid van de Real Academia Española en bleef dit tot aan zijn dood.
- Biblioteca Nacional de España: XX1263305
- Bibliothèque nationale de France: cb10573425n (data)
- Catàleg d'autoritats de noms i títols de Catalunya: 981058516310406706
- Gemeinsame Normdatei: 1021102504
- International Standard Name Identifier: 0000 0000 6641 1209
- Library of Congress Control Number: n88195635
- Nederlandse Thesaurus van Auteursnamen: 074678140
- Réseau des bibliothèques de Suisse occidentale: 02-A024320811
- SNAC: w6892gpx
- Système universitaire de documentation: 059428155
- Virtual International Authority File: 22132670
- WorldCat: E39PBJpjfPmGTcqRTKCBmXpHG3